# La Nouvelle Expression
La Nouvelle Expression est un quotidien camerounais francophone d'informations générales créé en 1991 par Séverin Tchounkeu. 

## Histoire
Le premier numéro de La Nouvelle Expression est lancé le 28 février 1991 avec un éditorial de Séverin Tchounkeu intitulé « Liberté chérie » qui donne le ton.

## Diffusion et audience

### Publications
Le journal papier
La version en ligne